# 岩本晶
岩本 晶（いわもと あきら、1971年 - ）は、日本の映画監督、VFXディレクター。千葉県出身。日本デザイン専門学校卒業。
1991年、白組に入社。ゲーム作品のCGディレクターを務めたのち、実写映像の監督に転身。2000年、ディレクターを務めた日韓合作3D立体映画『AGE OF PEACE』で、ハイビジョン国際映像祭2001において個人業績賞を受賞した。

## 参加作品

### 映画
- 2008年 トミカヒーロー レスキューフォース 爆裂MOVIE マッハトレインをレスキューせよ!（監督/VFXスーパーバイザー）
- 2016年 シン・ゴジラ（CGディレクター）[1]

### テレビドラマ
- 2006年 魔弾戦記リュウケンドー ※第41話・第46話・第47話監督
- 2008年 トミカヒーロー レスキューフォース ※第9話・第10話・第27話・第28話・第29話監督
- 2009年 トミカヒーロー レスキューファイアー ※第1・2・9・10・11・18・19・36・37・38・43・44・49・50・51話監督[1]
- 2010年 もやしもん（シリーズ監督）[2][1]
- 2016年 彼岸島 Love is over（監督）[1]

### オリジナルビデオ
- 2003年 バイアブル（監督/脚本/編集/VFX）[3]

### CGアニメ
- 2016年 にゃんぼー!（監督／脚本／演出）NHK Eテレ[1]
- 2019年 エッグカー（監督）テレビ東京・プリスクタイム第1部

### ゲーム
- ゼノギアス
- ファイナルファンタジーVIII
- パラサイト・イヴ2
- 鬼武者2
- デス バイ ディグリーズ（CGムービー監督）[4]
- ラグナロクオデッセイ（CGムービー監督）[5]
- 蒼焔の艦隊(VP・OPムービー)